# 深尾家
深尾家（ふかおけ）は、宇多源氏佐々木氏庶流と称する武家・士族・華族だった家。江戸時代には土佐藩主山内家の筆頭家老家で、維新後には士族を経て華族の男爵家に列した。

## 歴史
宇多源氏佐々木氏の庶流である真野氏の末裔と称する。真野定義の子行信が隠れていた伊勢国員弁郡深尾から深尾を名乗ったのに始まるという。文明年間に美濃へ移住して土岐氏に仕えて山形郡太郎丸城主となったが、土岐氏が斎藤道三に滅ぼされると斎藤氏に仕えた。
行信の6代後の子孫重良は天正13年（1585年）に当時近江国長浜城主だった山内一豊に仕えた。慶長5年（1600年）の一豊の土佐移封で土佐藩主席家老として高岡郡佐川1万石を領するようになった。重良の後は2代藩主山内忠義の弟重昌が養子に入って継いだことで事実上藩主一門家となった。藩内には分家も多数あった。
明治維新後には当初士族となった。明治17年（1884年）に華族が五爵制になった際に定められた『叙爵内規』の前の案である『爵位発行順序』所収の『華族令』案の内規（明治11年・12年ごろ作成）や『授爵規則』（明治12年以降16年ごろ作成）では万石以上陪臣が男爵に含まれており、深尾家も男爵候補に挙げられているが、最終的な『叙爵内規』では旧万石以上陪臣は授爵対象外となったためこの時点では深尾家は士族のままだった。
明治15年・16年ごろ作成と思われる『三条家文書』所収『旧藩壱万石以上家臣家産・職業・貧富取調書』は、当時の当主深尾益岐について所有財産を旧禄高1万石と記すのみで所有財産・職業・貧富景況すべて空欄となっている。
明治33年（1900年）5月9日に旧万石以上陪臣かつ年間500円以上の収入を生じる財本を有する25家が男爵に叙されたが、深尾家は「旧禄高壱万石以上と唱うるも大蔵省明治四年辛未禄高帳記載の高と符合せざるもの又は禄高帳に現米を記載し旧禄高の記載なきに因り調査中のもの」12家の中に含まれたためこの段階では授爵されなかった。
その後宮内省は、大蔵省の記録上では同家の旧禄高は判明しないものの旧領地における門地・声望などには疑いの余地なしとし、また祖父康臣に勤王の功績があるとして、明治39年（1906年）8月17日付けで益岐に男爵位を許した。
その子で爵位を継いだ隆太郎は大阪商船取締役や南洋拓殖社長、東亜興行監査役、阪堺電機相談役などを歴任した実業家であり、貴族院の男爵議員にも当選した。彼の代に深尾男爵家の住居は東京市牛込区市谷仲之町にあった。